# Mam'zelle Chiffon
Mam'zelle Chiffon est un film français muet réalisé par André Hugon, sorti en  1919.

## Synopsis
D'origine modeste et de nature solitaire, Mademoiselle Chiffon est petite main dans un atelier de confection de chapeaux. Alors qu'elle promène son caniche dans un parc, elle est agressée par deux hommes. Un élégant jeune homme de bonne famille lui vient en aide et s'éprend d'elle. Après quelques péripéties, les deux amants se retrouveront chez les parents du jeune homme et officialiseront leur relation. 

## Fiche technique
- Titre original : Mademoiselle Chiffon
- Réalisation : André Hugon
- Scénario : André Hugon
- Pays de production : France
- Format : Noir et blanc — 35 mm — 1,33:1 — Muet
- Dates de sortie : 
  - France : 28 mars 1919

## Distribution
- Musidora : Chiffon
- Suzanne Munte : Mlle Dubois
- Kitty Hott
- René Lorsay